# Чињеница
Чињеница је изјава која показује да се нека појава или догађај стварно догодио. Приликом утврђивања чињенице нужан је објективан приступ, који у науци мора бити поткрепљен егзактним доказом. У филозофији, нужна је рационална метода, уз непристрано преиспитивање, без уплитања веровања. У утврђивању чињеница, не сме се мешати лични став или било која предрасуда. Једни од примера чињеница су: „Земља је планета”, „Сунце је звезда” итд.

## Филозофија
У филозофији, концепт чињенице се разматра у епистемологији и онтологији. Питања објективности и истине уско су повезана са питањима чињеница. „Чињеница“ се може дефинисати као нешто што је случај — то јест, стање ствари.
Чињенице се могу схватити као информације које чине истиниту реченицу истинитом. Чињенице се такође могу схватити као оне ствари на које се односи истинита реченица. Изјава „Јупитер је највећа планета у Сунчевом систему“ говори о чињеници да је Јупитер највећа планета у Сунчевом систему.

### Преписка и повратни аргумент
Верзија кореспондентне теорије истине Паскала Енгела објашњава да оно што чини реченицу истинитом јесте да она одговара чињеници. Ова теорија претпоставља постојање објективног света.
Аргумент повратности тврди да показује да све истините изјаве представљају исту ствар — вредност истине је истина. Ако овај аргумент важи, а чињенице се узимају као оно што представљају истините изјаве, онда се долази до контраинтуитивног закључка да постоји само једна чињеница — истина.

### Сложене чињенице
Свака нетривијална истинита изјава о стварности је нужно апстракција састављена од комплекса објеката и својстава или односа. На пример, чињеница описана истинитом тврдњом „Париз је главни град Француске“ имплицира да постоји такво место као што је Париз, постоји такво место као што је Француска, постоје ствари као што су главни градови, као и да Француска има владу, да влада Француске има моћ да дефинише свој главни град, и да је француска влада изабрала Париз да буде главни град, да постоји нешто као место или влада, и тако даље. Проверљива тачност свих ових тврдњи, ако су саме чињенице, може се поклопити да би створила чињеницу да је Париз главни град Француске.
Потешкоће се, међутим, јављају у покушају да се идентификују саставни делови негативних, модалних, дисјунктивних или моралних чињеница.

## Наука
Дефиниција научне чињенице се разликује од дефиниције чињенице, јер подразумева знање. Научна чињеница је резултат поновљивог пажљивог посматрања или мерења (експериментисањем или другим средствима), који се такође назива емпиријски доказ. Оне су централне за изградњу научних теорија. Различити облици посматрања и мерења доводе до фундаменталних питања о научном методу, те обиму и валидности научног закључивања.
У најосновнијем смислу, научна чињеница је објективна и проверљива опсервација, за разлику од хипотезе или теорије, која има за циљ да објасни или протумачи чињенице.
Различити научници су понудили значајна побољшања ове основне формулације. Филозофи и научници пажљиво праве разлику између: 1) стања ствари у спољашњем свету и 2) тврдњи о чињеницама које се могу сматрати релевантним у научној анализи. Термин се у филозофији науке користи у оба значења.
Научници и клинички истраживачи у друштвеним и природним наукама писали су о бројним питањима и теоријама које се намећу у покушају да се разјасни фундаментална природа научних чињеница. Релевантна питања покренута овом истрагом укључују:
- процес којим „утврђена чињеница“ постаје призната и прихваћена као таква;[13]
- да ли се и у којој мери „чињеница“ и „теоријско објашњење“ могу сматрати заиста независним и одвојивим једно од другог;[14][15]
- у којој мери на „чињенице“ утиче пуки чин посматрања;[15] и
- у којој мери су чињенични закључци под утицајем историје и консензуса, а не строго систематске методологије.[16]

### Научни метод
Осим фундаменталног истраживања природе научних чињеница, остају практична и друштвена разматрања о томе како се чињенице истражују, утврђују и поткрепљују правилном применом научног метода. У научне чињенице се генерално верује независно од посматрача: без обзира ко изводи научни експеримент, сви посматрачи се слажу око исхода. Поред ових разматрања, постоје друштвене и институционалне мере, као што су рецензије и акредитација, које имају за циљ да промовишу тачност чињеница (између осталог) у научним студијама.

## Право
У већини јурисдикција општег права, општи концепт и анализа чињеница одражавају основне принципе јуриспруденције и подржавају неколико добро успостављених стандарда. Ствари заправо имају различите формалне дефиниције у јурисдикцијама обичајног права.
Овим је обухваћено:
- елемент потребан у правним изношењима доказа да би се доказао разлог за тужбу;[22][23]
- утврђивања онога ко је утврдио чињенице након оцене прихватљивих доказа изведених на суђењу или расправи;[24]
- потенцијални основ реверзибилне грешке прослеђен у жалбеном поступку апелационом суду;[25] и
- било које од различитих ствари које подлежу истрази од стране званичних органа да би се утврдило да ли је кривично дело извршено и да би се утврдила кривица.[26]